# Carduus fasciculiflorus
Carduus fasciculiflorus là một loài thực vật có hoa trong họ Cúc. Loài này được Viv. mô tả khoa học đầu tiên.